# Mrówka (Borek)
Mrówka – część wsi Borek w Polsce, położona w województwie opolskim, w powiecie kluczborskim, w gminie Byczyna.
W latach 1975–1998 Mrówka należała administracyjnie do ówczesnego województwa opolskiego.